# Fairphone
Fairphone — нідерландський виробник електроніки, який розробляє та виготовляє смартфони та навушники. Компанія прагне мінімізувати етичний та екологічний вплив своїх пристроїв, використовуючи перероблені, сертифіковані за принципами справедливої торгівлі та безконфліктні матеріали, дотримуючись справедливих умов праці як у власному колективі, так і серед постачальників, а також надаючи користувачам можливість легко ремонтувати свої пристрої завдяки модульному дизайну та наявності запасних частин. Станом на квітень 2024 року найновішим смартфоном компанії є Fairphone 5, для якого заплановано надавати оновлення безпеки та програмного забезпечення, включно з п'ятьма оновленнями операційної системи, протягом 10 років.
Британський журнал Ethical Consumer назвав Fairphone найетичнішим смартфоном у світі, надавши йому 98 балів зі 100 можливих.

## Історія

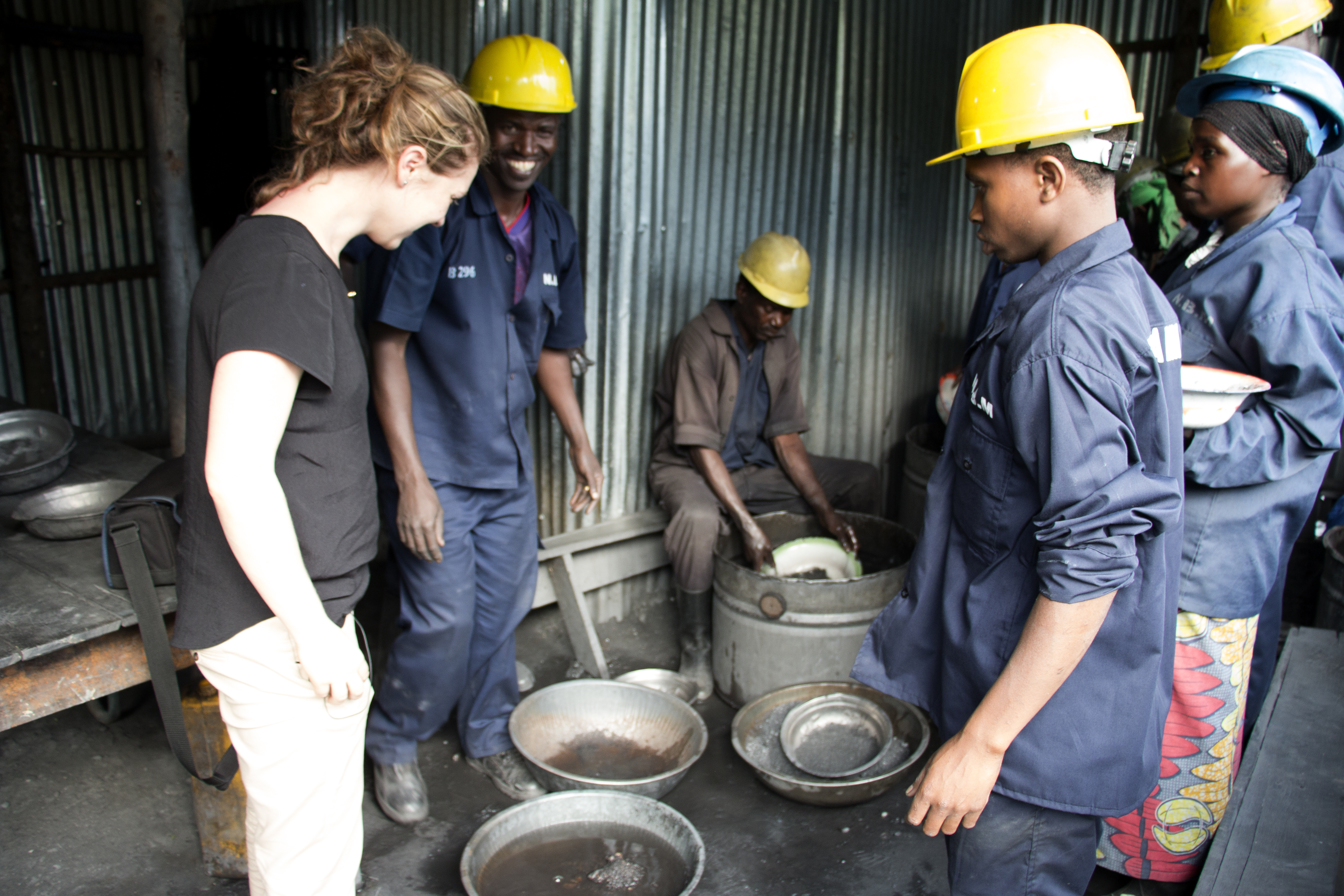
Співробітник Fairphone зустрічається з шахтарями, що видобувають вольфрам, на території гірничодобувної компанії New Bugurama у Руанді.

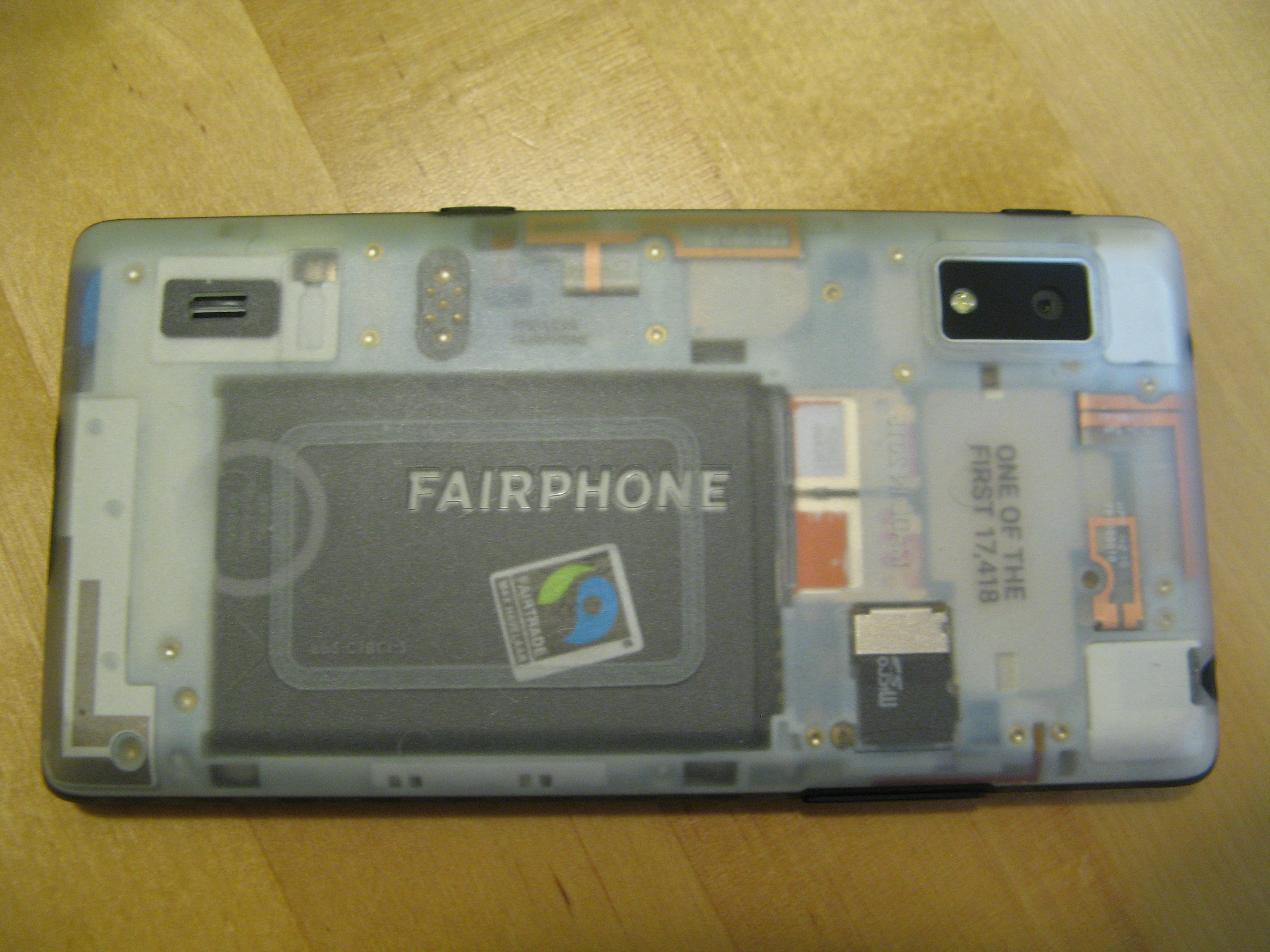
Задня панель Fairphone 2 з прозорою кришкою, що демонструє його модульну конструкцію

Fairphone була заснована Басом ван Абелем, Тессою Вернінк і Мікелем Баллестером як соціальне підприємство в січні 2013 року, після того, як проєкт існував у вигляді кампанії протягом двох з половиною років.
У квітні 2015 року компанія отримала статус сертифікованої B Corporation.
Починаючи з другої версії, смартфони Fairphone виготовляються в Сучжоу, Китай, компанією Hi-P International Limited.
У серпні 2023 року вийшла модель Fairphone 5.
Станом на лютий 2022 року Fairphone продала близько 400 000 пристроїв.
У 2023 році консорціум інвесторів з орієнтацією на сталий розвиток, очолюваний новими акціонерами Invest-NL, фондом ABN AMRO Sustainable Impact Fund та чинним акціонером Quadia (через свій Regenero Impact Fund), інвестував у Fairphone 49 мільйонів євро.

## Продукти
| Назва        | Дата випуску    | SoC                         | CPU                        | CPU           | CPU   | GPU              | GPU           | ОЗП (ГБ) | Пам'ять (ГБ)     | Дисплей           | Дисплей | Камера                                                 | Камера  | Початкова версія Android | Об'єм акумулятора (мА·год) |
| Назва        | Дата випуску    | SoC                         | Тип                        | Частота (ГГц) | Ядра  | Тип              | Частота (МГц) | ОЗП (ГБ) | Пам'ять (ГБ)     | Діагональ (дюйми) | PPI     | Задня                                                  | Передня | Початкова версія Android | Об'єм акумулятора (мА·год) |
| ------------ | --------------- | --------------------------- | -------------------------- | ------------- | ----- | ---------------- | ------------- | -------- | ---------------- | ----------------- | ------- | ------------------------------------------------------ | ------- | ------------------------ | -------------------------- |
| Fairphone 1  | грудень 2013    | MediaTek MT6589             | Cortex-A7                  | 1,2           | 4     | PowerVR SGX544MP | 286           | 1        | 16 +до 64 ГБ     | 4,3               | 256     | 8 Мп                                                   | 1,3 Мп  | 4.2.2                    | 2000                       |
| Fairphone 2  | грудень 2015    | Qualcomm Snapdragon 801     | Krait 400                  | 2,26          | 4     | Adreno 330       | 578           | 2        | 32 +до 2 ТБ      | 5                 | 446     | 12 Мп                                                  | 5 Мп    | 5.1                      | 2420                       |
| Fairphone 3  | вересень 2019   | Qualcomm Snapdragon 632     | Kryo 250 Gold+Silver       | 1,8+1,8       | 4+4   | Adreno 506       | 600           | 4        | 64 +до 2 ТБ      | 5,65              | 427     | 12 Мп                                                  | 8 Мп    | 9                        | 3060                       |
| Fairphone 3+ | вересень 2020   | Qualcomm Snapdragon 632     | Kryo 250 Gold+Silver       | 1,8+1,8       | 4+4   | Adreno 506       | 600           | 4        | 64 +до 2 ТБ      | 5,65              | 427     | 48 Мп (12 Мп фотографії на виході)                     | 16 Мп   | 10                       | 3060                       |
| Fairphone 4  | 30 вересня 2021 | Qualcomm Snapdragon 750G    | Kryo 570 Gold+Silver       | 2,2+1,8       | 2+6   | Adreno 619       | 950           | 6/8      | 128/256 +до 2 ТБ | 6,3               | 409     | 48 Мп OIS, 48 Мп надширококутний, сенсор (ToF + колір) | 25 Мп   | 11                       | 3905                       |
| Fairphone 5  | 30 серпня 2023  | Qualcomm Snapdragon QCM6490 | Kryo 670 Prime+Gold+Silver | 2,7+2,4+1,9   | 1+3+4 | Adreno 643       | 812           | 6/8      | 128/256 +до 2 ТБ | 6,46              | 459     | 50 Мп OIS, 50 Мп надширококутний, сенсор (ToF + колір) | 50 Мп   | 13                       | 4200                       |

## Соціальний вплив та конкуренти
Смартфон має модульну конструкцію, що робить його легким для ремонту і кастомізації користувачем, згідно з принципами права на ремонт. За словами компанії, збільшення терміну служби телефону на два роки зменшує викиди CO₂ на 30 %.
Золото і срібло у Fairphone 4 мають сертифікацію Fairtrade, а також зазначається, що використовувані метали походять із шахт, вільних від конфліктів. Компанія надає 5-річну гарантію та обіцяє довгострокову підтримку оновлення програмного забезпечення та запасних частин. У 2017 році засновник Fairphone Бас ван Абел визнав, що наразі неможливо створити на 100 % «чесний» телефон, тож більш точним буде називати пристрої компанії «чеснішими».

В інтерв'ю з Віллом Джорджі засновниця Fairphone Тесса Вернінк згадує:
«Можливо, існує хибне уявлення, що як соціальне підприємство ми не працюємо як „звичайний“ бізнес, але це не так. У багатьох відношеннях більшість наших рішень однакові — нам все ще потрібно заробляти гроші та продавати телефони, — але результат і цілі різні. Ми зосереджені на інвестуванні в соціальні інновації, а не на суто технічних інноваціях. Коли інші телефонні компанії розробляють новий телефон, вони досліджують нові технології, а ми досліджуємо покращення ланцюга поставок».
Опитування, проведене Францискою Верною Хауке в журналі «Journal of Cleaner Production», виявило:
Домінуючим фактором, що пояснює зацікавленість у Fairphone, є прагнення до сталого способу життя. Неочікувано, але результати дослідження показують, що альтернативне споживання негативно впливає на зацікавленість у Fairphone, а соціальна залученість відіграє другорядну роль. Це вказує на те, що Fairphone розглядається як технічний артефакт, вибір якого базується на прагненні до сталого життя.
Shiftphone — ще один невеликий виробник мобільних телефонів, орієнтований на сталість, який також розробив модульний смартфон. Засновник Shiftphone вважає, що співпраця між двома компаніями могла б посилити їхній вплив на більших конкурентів.

## Визнання та сертифікації

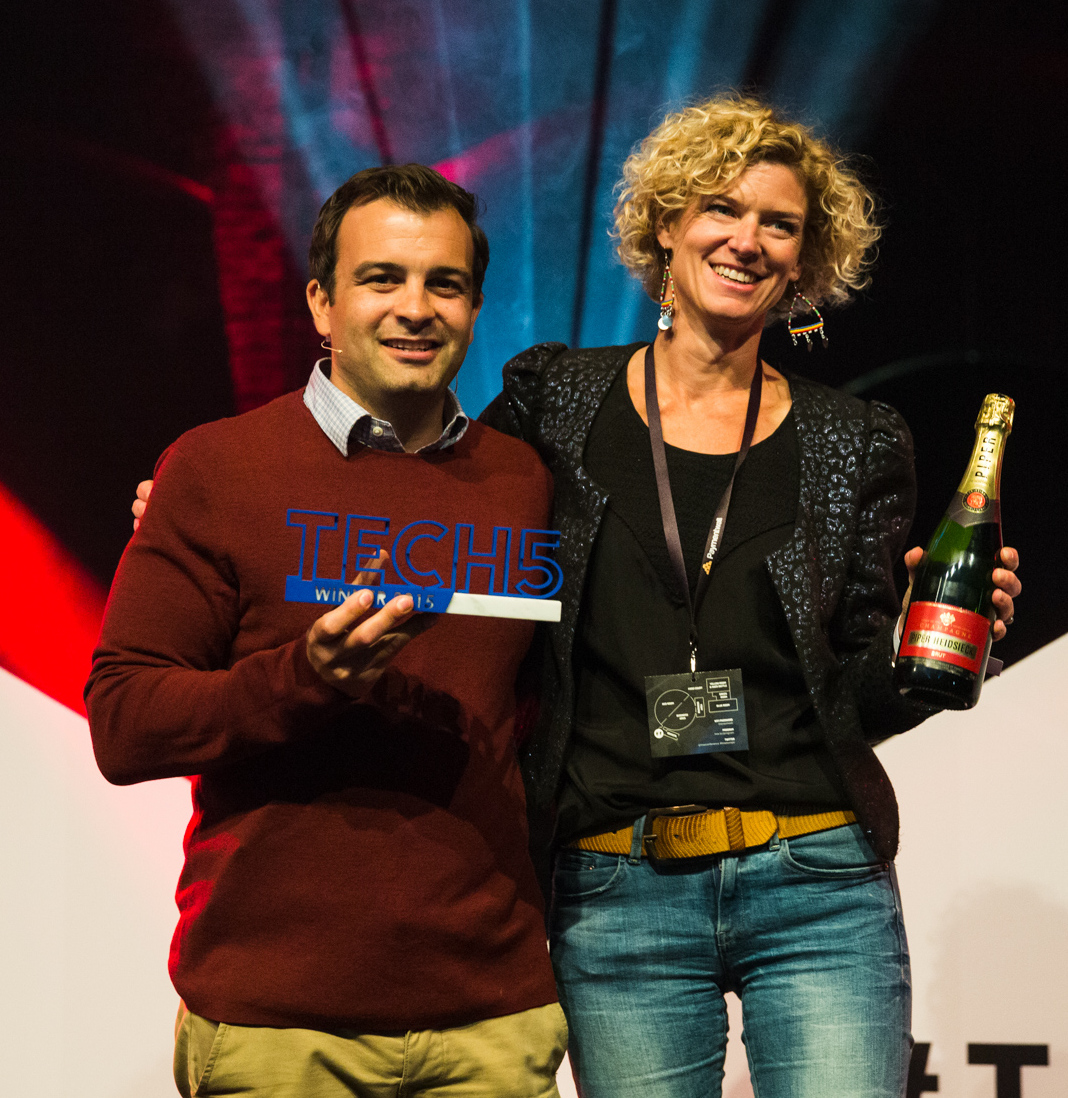
Тесса Вернінк (праворуч) отримує нагороду Tech5 на конференції The Next Web Conference 2015

У 2016 році засновник Fairphone та перший генеральний директор компанії Бас ван Абел став одним із трьох лауреатів Німецької екологічної премії.
Fairphone 4 став одним із перших смартфонів, що отримали сертифікацію TCO Certified у 2021 році. Проте компанія раніше зазначала, що її телефони перевищують вимоги цієї сертифікації. Дійсно, порівняльний аналіз 2015 року, проведений Südwind Association, Центром досліджень транснаціональних корпорацій та мережею GoodElectronics, показав, що Fairphone 1 перевищував галузеві стандарти за більшістю екологічних та соціальних критеріїв, навіть порівняно з позначкою TCO Certified.
Fairphone також тричі поспіль отримувала найвищу оцінку — Platinum — від EcoVadis, набираючи до 88 балів зі 100 у системі, що охоплює чотири категорії екологічних та соціальних показників. Цей результат поставив Fairphone до топ-1 % компаній, оцінених EcoVadis у світі.

## Операційні системи
Fairphones можуть працювати з кількома операційними системами, включаючи CalyxOS, DivestOS, /e/, iodeOS, LineageOS, Ubuntu Touch та інші. Компанія Murena, пов'язана з фондом /e/, також продає Fairphone з попередньо встановленою системою /e/ та надає гарантію на них. Станом на лютий 2025 року офіційна підтримка /e/ для моделей FP3, FP4 і FP5 базується на Android 13.